# Günther Schalk

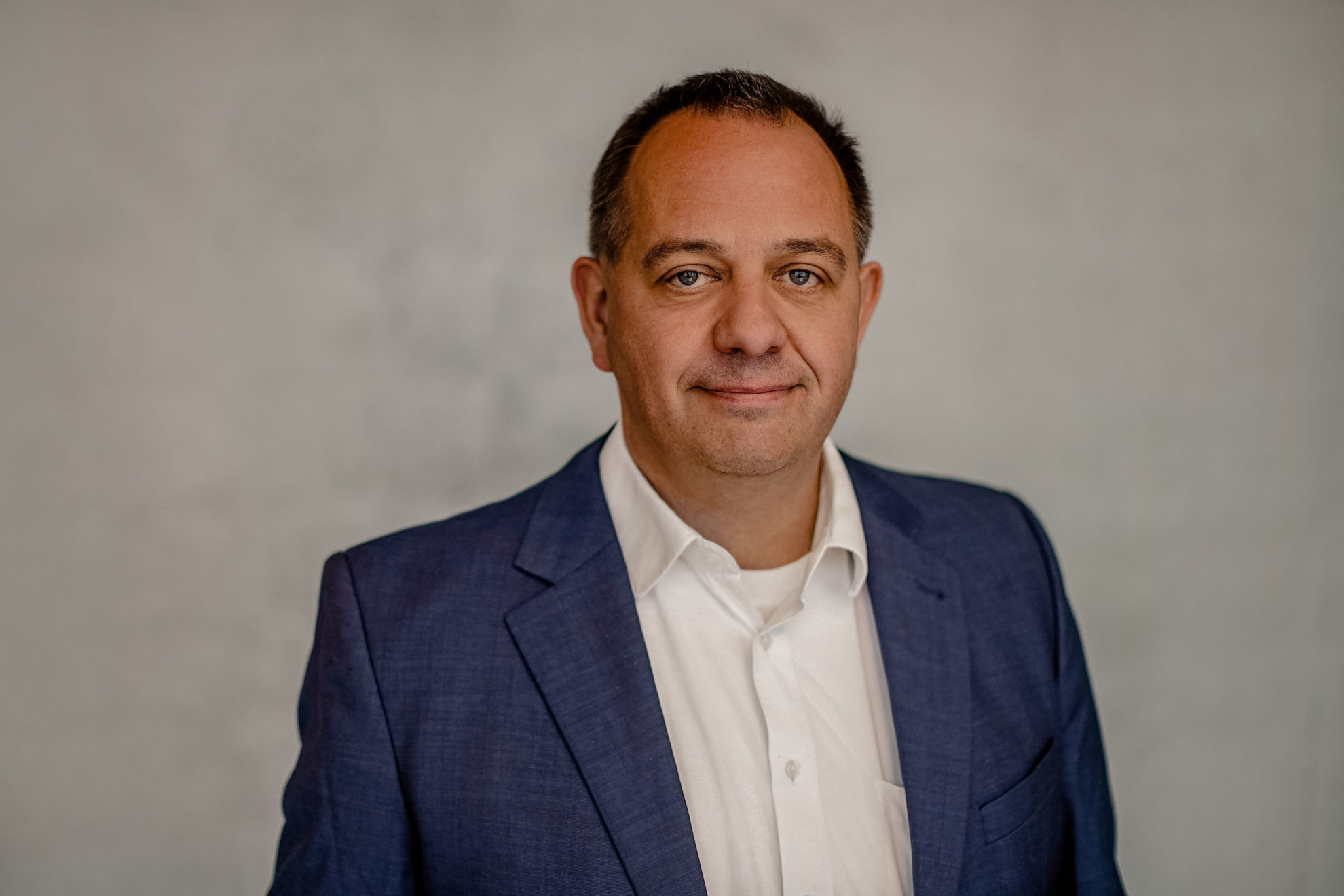
Günther Schalk (2024)

Günther Schalk (* 1971) ist ein deutscher Rechtswissenschaftler und Honorarprofessor für Bau-, Vergabe- und Umweltrecht. Er ist seit 2021 Landesjustiziar und Mitglied des Präsidiums des Bayerischen Roten Kreuzes (BRK).

## Leben
Schalk ist forensisch und wissenschaftlich insbesondere in den Bereichen privates Baurecht, Vergaberecht, Architekten-, Ingenieur- und Umweltrecht tätig. Er studierte von 1994 bis 1998 an der Universität Augsburg Rechtswissenschaften und ist Partner einer überregionalen Rechtsanwaltskanzlei mit Schwerpunkt im Bau- und Vergaberecht. Seit 2005 ist Schalk Fachanwalt für Bau- und Architektenrecht. 2007 erfolgte an der Universität Augsburg seine Promotion zum Dr. jur. Seine Dissertation behandelt bauvergabe- und bauvertragsrechtliche Auswirkungen von Nebenangeboten. Er ist Direktor der Akademie für Baumanagement akabau an der Technischen Hochschule Deggendorf (THD).
Seit 2008 ist Schalk Lehrbeauftragter und seit 2018 Honorarprofessor für Bau-, Vergabe- und Umweltrecht in der Fakultät für Bau- und Umweltingenieurwesen an der Technischen Hochschule Deggendorf (THD) und war im Wintersemester 2015/16 Lehrbeauftragter für Bau- und Vergaberecht an der Juristischen Fakultät der Humboldt-Universität zu Berlin. Seit 2017 ist er Lehrbeauftragter für Bau- und Vergaberecht an der Technischen Universität Hamburg (TUHH).
Günther Schalk ist ausgebildeter Redakteur und Sprecher für Hörfunk und Fernsehen und war mehrere Jahre haupt- und nebenberuflich beim Hörfunk tätig. 1991 und 1992 war er Träger des bayerischen Hörfunkpreises der Landesanstalt für Neue Medien in Bayern. 
Von Schalk erschienen mehrere Fachveröffentlichungen zu bau- und vergaberechtlichen Themen, u. a. das „Handbuch Nebenangebote“ (Werner-Verlag, 2008) und das „Handbuch Tiefbaurecht“ (Beck-Verlag, 2022).
Schalk ist Mitglied des Deutschen Baugerichtstags. Seit Juli 2010 bekleidet er nebenberuflich das Amt des Chefredakteurs der Zeitschrift Unternehmerbrief Bauwirtschaft UBB im Verlag Ernst & Sohn, Berlin. Er ist als Fachautor publizistisch tätig und bundesweit als Referent und Dozent für bau- und vergaberechtliche Vorträge, Schulungen und Seminare im Einsatz. Darüber hinaus wirkt er mit im Beraterteam der Bundesvereinigung Mittelständischer Bauunternehmen e.V.
Seit 2008 ist Schalk Mitglied des Stadtrates der Stadt Schrobenhausen und städtischer Referent für Stadtmarketing und Tourismus. Zudem ist er Mitglied im Verwaltungsrat der Sparkasse Aichach-Schrobenhausen. Seit 2020 ist Schalk Kreisrat im Landkreis Neuburg-Schrobenhausen und dort in den Bauausschuss sowie den Gesundheits- und Sozialausschuss abgeordnet. Er ist zudem Verbandsrat des Rettungszweckverbands für die Region Ingolstadt.
Als stellvertretender Kreisvorsitzender des Bayerischen Roten Kreuzes, Kreisverband Neuburg-Schrobenhausen, ist Schalk seit 2001 mitverantwortlich für den Sanitäts- und Rettungsdienst seiner Heimatregion und seit 1989 ehrenamtlich als Sanitäter in der BRK-Bereitschaft Schrobenhausen aktiv. Im Dezember 2021 wurde Schalk von der 40. Landesversammlung des Bayerischen Roten Kreuzes (BRK) zum Landesjustiziar gewählt. Er ist damit Mitglied des Präsidiums und des Landesvorstands des BRK. 2022 wurde Schalk in den Fachausschuss Recht des Deutschen Roten Kreuzes (DRK) in Berlin berufen, das bundesweit die rechtlichen Rahmenbedingungen für die Rotkreuzarbeit erarbeitet.
Im Januar 2024 wählte der bayerische Landtag Schalk zum stellvertretenden nichtberufsrichterlichen Mitglied des Bayerischen Verfassungsgerichtshofs. Er ist damit einer von 30 nichtberufsrichterlichen bayerischen Verfassungsrichtern.